# Shandi, Sudan
Shandi (arabă شندي) este un oraș în Sudan, situat pe malul de est al Nilului, la 150 de km nord-est de Khartoum.

## Populație
| An                 | Populație |
| ------------------ | --------- |
| 1973 (recensământ) | 24.161    |
| 1983 (recensământ) | 34.505    |
| 2007 (estimare)    | 55.516    |